# 练江拟腹吸鳅
练江拟腹吸鳅（学名：Pseudogastromyzon lianjiangensis）为平鳍鳅科拟腹吸鳅属的鱼类，是中国的特有物种。分布于练江上游等。该物种的模式产地在普宁大南山山溪。

## 扩展阅读
維基物種上的相關：练江拟腹吸鳅